# Pannoniska bäckenet
Pannoniska bäckenet, Karpaterbäckenet eller ofta ospecificerat kallat Donaubäckenet, är ett bäcken i sydöstra Centraleuropa. De flacka och låglänta delarna benämns Pannoniska slätten och har det Stora ungerska slättlandet (Alföld) som central del. Bäckenet omges av berg, mest tydligt i form av den bågformade bergskedjan Karpaterna. Floden Donau och bifloderna Drava, Sava och Tisza med flera flyter genom bäckenet. 
Dagens Ungern ligger helt inom bäckenet, och alla landets grannländer har delar inom bäckenet. Historiskt har hela bäckenet varit en del av Kungariket Ungern.
För några miljoner år sedan låg Pannoniska havet i bäckenet.

## Namn
Namnet Pannoniska bäckenet är hämtat från namnet på den romerska provinsen Pannonien, som delvis överlappade med bäckenet. Motsvarande namnform är mycket vanlig internationellt, inklusive närområdets rumänska (Bazinul Panonic), tyska (Pannonische Tiefebene) och slaviska språk (t.ex. Panonska nizina på kroatiska).
Den bågformade bergskedjan Karpaterna omsluter till hälften bäckenet och har givit namnen Karpaterbäckenet och Karpatbäckenet, som motsvarar det ungerska namnet Kárpát-medence.
En tredje vanlig namnform på svenska är Donaubäckenet, framförallt inom kulturgeografin. Detta namn kolliderar dock med den naturgeografiska betydelsen av ett flodbäcken som en flods hela avrinningsområde (se Donau#Donaubäckenet för beskrivning av hela avrinningsområdet).
Den naturgeografiskt mer korrekta namnformen Mellersta Donaubäckenet används i några slaviska språk, till exempel  bulgariska (Среднодунавска низина) och ryska (Среднедунайская низменность).

## Geografi

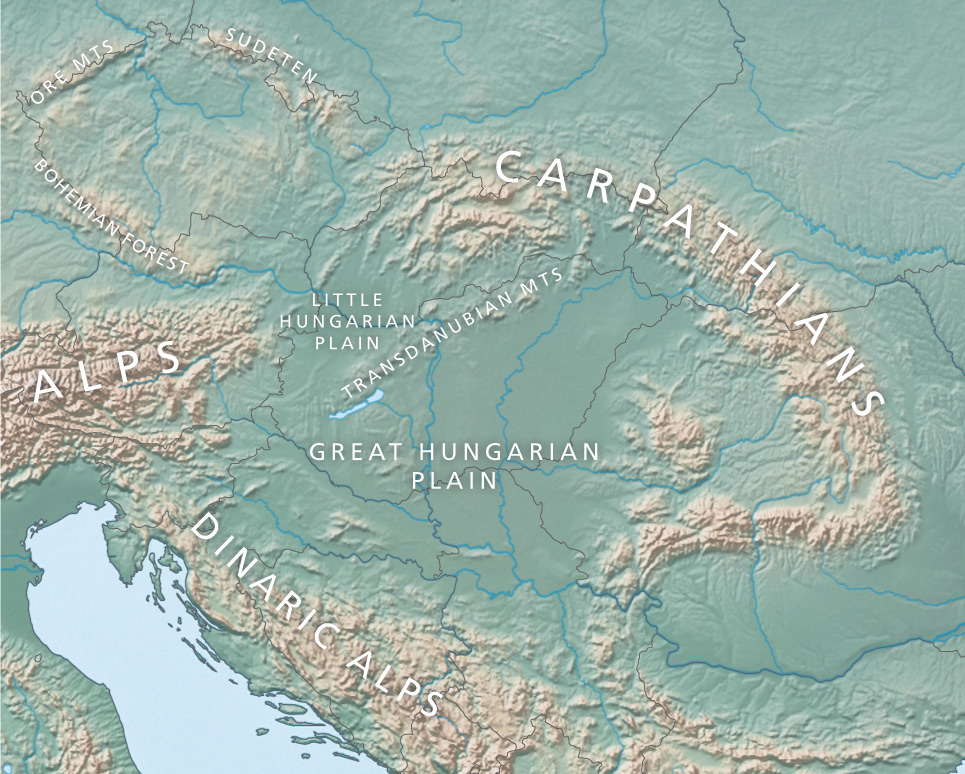
Pannoniska slätten med omgivande berg. Svenska centrala namnformer: Lilla ungerska slättlandet, Transdanubiska bergen och Stora ungerska slättlandet.

Pannoniska bäckenet omges av ett antal bergskedjor och bergsområden: Karpaterna i norr, öster och sydost, Balkanbergen i söder, Dinariska alperna i sydväst och Alperna i nordväst. Bergskedjan Karpaternas bågform och anslutning i söder mot Balkanbergen och i norr mot Alperna har gett floden Donau två markerade bergtrösklar att gräva sig genom. Den södra är känd som Järnporten och den norra som Devinporten. Dessa två "portar" utgör naturliga gränser för Pannoniska bäckenet, som betraktas som det mellersta av Donaus bäcken. Pannoniska bäckenet dräneras således av Donau och dess bifloder, främst Drava, Sava, Tisza.
De centrala delarna av bäckenet utgörs till största delen av Pannoniska slätten, vars stäppartade vidder kallas Pustan. En serie låga berg, Transdanubiska bergen, sträcker sig från östra Ungern (norr om Balatonsjön) till Donaukröken och vidare som Börzsönybergen mot Västkarpaterna. Dessa berg delar naturligt in Pannoniska slätten i två delar, i nordväst det Lilla ungerska slättlandet Kisalföld och i sydost det Stora ungerska slättlandet Alföld.
Transsylvanien utgör den östligaste delen av Pannoniska bäckenet och är mer höglänt än det ungerska slättlandet. Här finns också Apusenibergen, som ligger isolerat innanför Karpaternas huvudbåge.

### Länder
- Ungern – täcks helt av bäckenet.
- Slovakien – Större delen inom avvattningsområdet, sydvästra och sydöstra delen på slättlandet.
- Ukraina – Transkarpatien.
- Rumänien – Banatet och Transsylvanien.
- Serbien – stor del inom avvattningsområdet, provinsen Vojvodina på slättlandet.
- Bosnien och Hercegovina – nordöstra delen inom avvattningsområdet, mindre del på slättlandet.
- Kroatien – östra delen inom avvattningsområdet, slättland norr om Sava.
- Slovenien – östra delen inom avvattningsområdet, slättland öster om Maribor.
- Österrike – öster om Alperna.

## Pannoniska havet

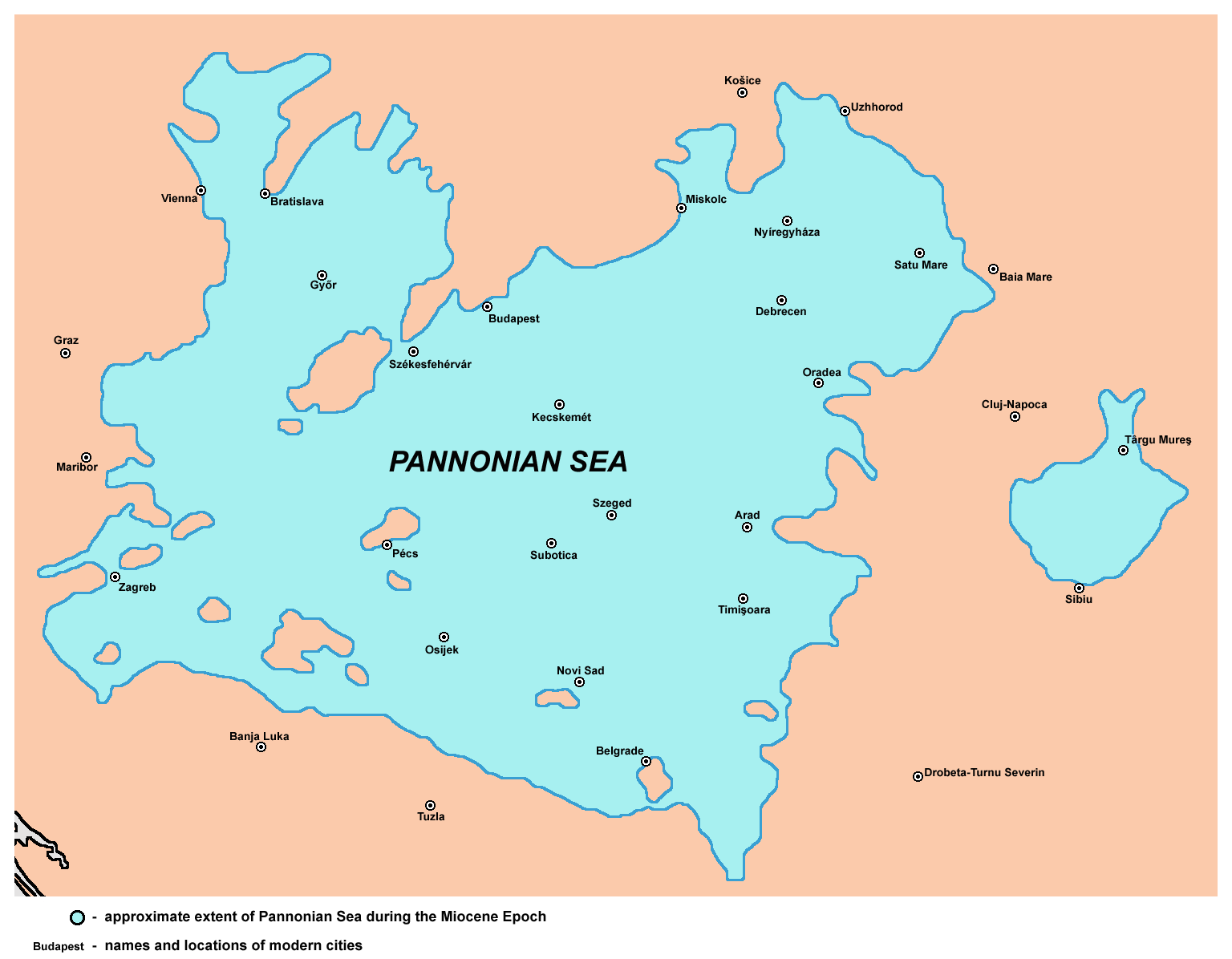
Ungefärlig utbredning av Pannoniska sjön under epoken miocen.

Pannoniska bäckenet bildades tektoniskt som ett backarc-bäcken som utvidgades 220–270 km för 20–9 miljoner år sedan under epoken miocen. Detta blev ett vattenfyllt hav, Pannoniska havet, som utgjorde en central del av Paratethys, ett hav som sträckte sig från dagens Alperna, via Pannoniska bäckenet och Svarta havsbäckenet till Centralasien. Under årmiljonerna fylldes Pannoniska bäckenet med sediment, som idag utgör upp till 8 km tjocka lager.
Successivt isolerades Pannoniska havet från omgivande havsområden och blev alltmer bräckt. För cirka 12 miljoner år sedan blev Pannoniska havet helt isolerat och övergick till att bli en sötvattensjö, Pannoniska sjön. Tillförseln av sediment från Donau och dess bifloder fortsatte och gjorde sjön allt grundare. För cirka 4 miljoner år sedan fanns i stort sett inget kvar, utan var ersatt av dagens slättland Pannoniska slätten.